# Kleindenkmal

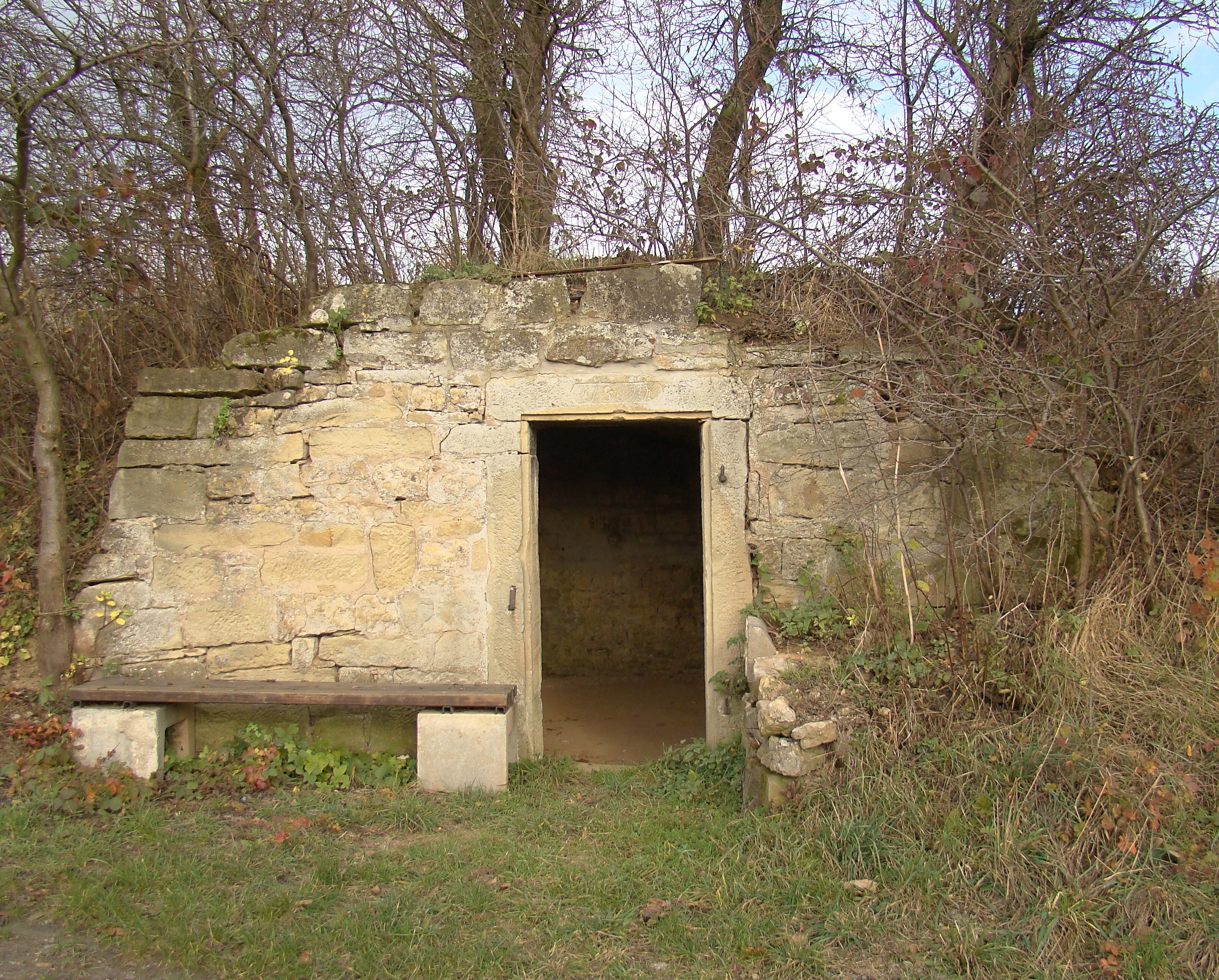
Weinberghüterunterstand (Wengerterhütte) bei Kirchheim am Neckar

Ein Kleindenkmal ist ein ortsfestes, selbstständiges kleines Gebilde, von Menschenhand aus beständigem Material gefertigt. Kleindenkmäler können der Gedenkkultur dienen, oft mit sakralem Charakter, oder erfüllen praktische Zwecke.

## Merkmale
Eine handwerkliche oder sogar künstlerische Bearbeitung ist die Regel. Kleine Bauwerke wie Kapellen oder Unterstände werden hinzugerechnet, sofern nicht mehr als rund fünf Personen darin Platz haben. In weiterer Auslegung werden auch von Menschenhand geschaffene kleine Landschaftselemente wie Hohlwege, Trockenmauern und kleine Steinbrüche hinzugerechnet. Auch Bestandteile von Bauwerken, die neben der ausschmückenden Funktion eine Denkmalsbedeutung haben, beispielsweise Heiligenfiguren, Gedenktafeln oder Hausmarken, werden in erweiterter Auslegung den Kleindenkmalen zugerechnet.
Kleindenkmale sind teilweise unter Denkmalschutz gestellt; dies ist aber nicht generell der Fall.

## Arten

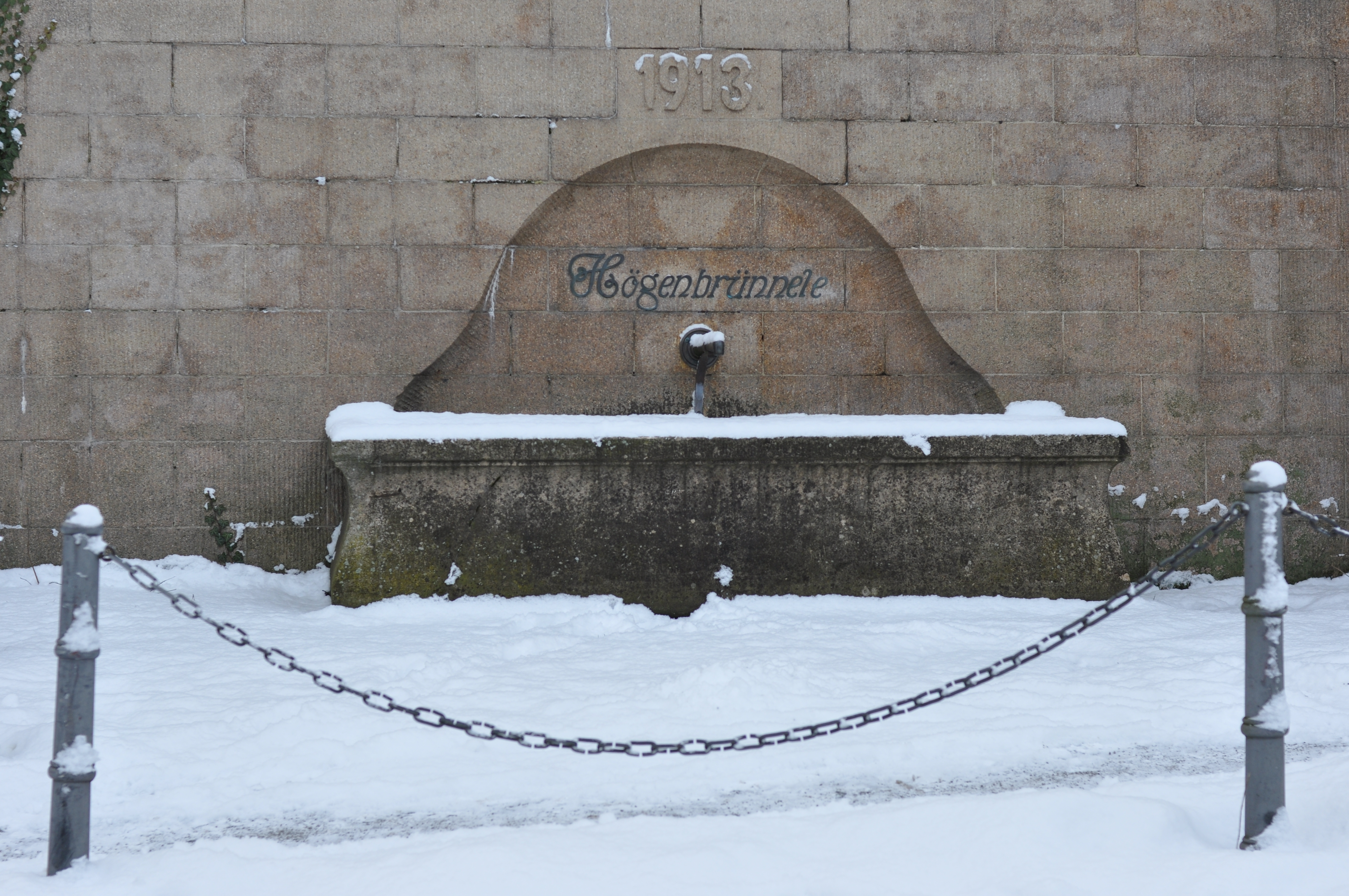
Das Högenbrünnele in Stuttgart-Feuerbach

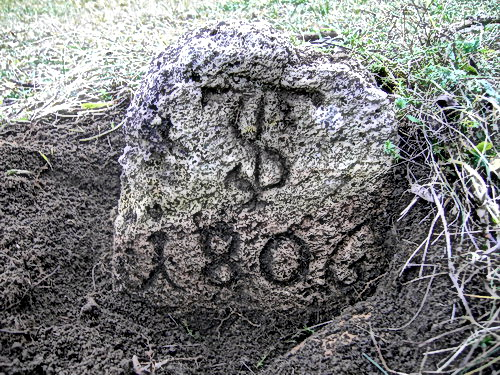
Triftstein für den Weidetrieb auf dem Kalvarienberg in Bad Tölz

Zu den Kleindenkmalen zählt eine Mannigfaltigkeit verschiedener Objekte. Sie lassen sich, ohne Anspruch auf Vollständigkeit, klassifizieren nach:
- Denkmale im Zusammenhang mit Verkehrswegen und Straßen  (Eisenbahnarchäologie/Wegrelikt). Dazu gehören alte Pflaster und Karrengeleise, Hohlwege, Meilensteine und Stundensteine, alte Wegweiser, Wegweisersäulen, Bremssteine, Straßenbaudenkmäler und Ruhsteine.
- Denkmale im Zusammenhang mit Landwirtschaft und Weinbau, beispielsweise Weinbergtreppen und Trockenmauern sowie Weinberg- und Feldhüterunterstände.
- Denkmale im Zusammenhang mit Jagd- und Forstwirtschaft. Dazu gehören neben historischen Forstgrenzsteinen auch Gedenksteine für ums Leben gekommene Waldarbeiter, Wildhüter und Wilderer, steinerne Kochherde für Jagdgesellschaften, Gedenksteine für besonders bemerkenswerte Jagden oder Jagdbeuten, Wolfsgruben und fest eingerichtete steinerne Pirschgänge, wie sie z. B. in der Jagdanlage Rieseneck noch erhalten sind.
- Denkmale an Gewässern, beispielsweise alte Brunnen aus Stein oder Holz, Brunnenhäuschen, Quellfassungen, Gedenktafeln an Quellen, kleine Brücken, historische Hochwassermarken, und alte Pegelhäuschen.
- Denkmale im Zusammenhang mit Recht, Verwaltung und Grenzen, beispielsweise Mark- und Grenzsteine, Triftsteine, Hoheitssäulen, Sühnekreuze, Pranger, Galgen, Truppenteiltafeln, Hauszeichen und Hausmarken.
- Denkmale im Zusammenhang mit Glauben und Religion, beispielsweise Bildstöcke, Flurkreuze, Grabmäler, Hausfiguren und Neidköpfe.
- Denkmale im Zusammenhang mit geschichtlichen Ereignissen und Personen. Zu ihnen zählen Gedenksteine, -säulen und -kreuze, Büsten und Pestkreuze.

Es besteht eine starke Überschneidung mit dem Begriff des Flurdenkmals: Viele Kleindenkmale sind auch Flurdenkmale und umgekehrt. Die Begriffe sind aber nicht deckungsgleich, weil sich Flurdenkmale ihrer Definition nach außerhalb von Wohnsiedlungen befinden, während dies bei Kleindenkmalen nicht der Fall sein muss.

## Erhalt
Wegen ihrer geringen Größe und wegen Unkenntnis ihrer Bedeutung gingen Kleindenkmale häufig verloren. Auch die Verwitterung von Sand- und Kalkstein sowie Diebstahl trugen zum Schwund bei. Seit den 1980er Jahren ist ein gesteigertes Bewusstsein für den Wert dieser historischen Zeugenobjekte zu verzeichnen. Es bildeten sich organisierte Vereinigungen zu ihrem Erhalt.
In verschiedenen Regionen gab und gibt es organisierte Aktionen zur Erfassung von Kleindenkmälern. Wer ein bisher unbekanntes Kleindenkmal entdeckt, oder wer helfen möchte, dass ein stark beschädigtes, von Zerstörung bedrohtes Kleindenkmal erhalten bleibt, der kann sich an eine dieser örtlichen Initiativen oder an die zuständige Denkmalbehörde, d. h. an das jeweilige Landesamt für Denkmalpflege, wenden. In Baden-Württemberg bemüht sich die Gesellschaft zur Erhaltung und Erforschung der Kleindenkmale (GEEK) sowie der Schwäbische Heimatbund um die Erfassung und den Schutz von Kleindenkmalen.
In Kärnten und in der Region Koroška in Slowenien wurden im Rahmen eines EU-Projekts des Kärntner Bildungswerks in Zusammenarbeit mit dem Institut Urban Jarnik, dem Koroški pokrajinski muzej und dem Denkmalamt Maribor Flur- und Kleindenkmäler erfasst, beschrieben und dokumentiert.